# Hästmyrtjärnen (Älvsby socken, Norrbotten)
Hästmyrtjärnen är en sjö i Älvsbyns kommun i Norrbotten och ingår i Alterälvens huvudavrinningsområde.